# Gauliga XVII 1944-1945
La Gauliga XVII 1944-1945 fu un'edizione del campionato austriaco di calcio che non fu mai completata.

## Storia
Venne organizzata dal Nationalsozialistischer Reichsbund für Leibesübungen, e vide competere 10 squadre. Iniziò il 10 settembre 1944 ma la prima giornata fu successivamente annullata e si riprese a giocare solo il 3 dicembre. Il campionato fu interrotto dopo nove giornate, il 2 aprile 1945, quando le truppe sovietiche erano ormai prossime all'ingresso a Vienna. Al momento dell'interruzione era stato giocato il girone d'andata, e la stagione era ferma all'11 marzo. Tutta la stagione venne annullata e queste partite non vengono considerate ufficiali.

## Squadre partecipanti
- Admira Vienna
- Austria Vienna
- Wien
- First Vienna
- Floridsdorfer

- Rapid Vienna
- Rapid Oberlaa
- Wacker
- Wiener AC
- Wiener SC

## Classifica parziale
|  |     | Classifica parziale 1944-1945 | Pt | G | V | N | P | GF | GS | Diff. |
|  | --- | ----------------------------- | -- | - | - | - | - | -- | -- | ----- |
|  | 1.  | Rapid Vienna                  | 14 | 9 | 6 | 2 | 1 | 35 | 12 | +23   |
|  | 2.  | Wacker                        | 14 | 9 | 6 | 2 | 1 | 26 | 14 | +12   |
|  | 3.  | First Vienna                  | 13 | 9 | 6 | 2 | 1 | 35 | 18 | +17   |
|  | 4.  | Wien                          | 11 | 9 | 5 | 1 | 3 | 21 | 8  | +13   |
|  | 5.  | Floridsdorfer                 | 11 | 9 | 5 | 1 | 3 | 18 | 13 | -5    |
|  | 6.  | Admira Vienna                 | 9  | 9 | 4 | 1 | 4 | 17 | 20 | -3    |
|  | 7.  | Wiener SC                     | 5  | 9 | 2 | 1 | 6 | 14 | 26 | -12   |
|  | 8.  | Wiener AC                     | 5  | 9 | 2 | 1 | 6 | 16 | 34 | -18   |
|  | 9.  | Austria Vienna                | 4  | 9 | 2 | 0 | 7 | 15 | 19 | -4    |
|  | 10. | Rapid Oberlaa                 | 2  | 9 | 1 | 0 | 8 | 8  | 41 | -33   |